# Riccardo Moretti
Riccardo Joshua Moretti (Pontedera, 1951) è un musicista, compositore, direttore d'orchestra e attore cinematografico italiano.
Ha studiato al conservatorio della città di Lucca e direzione d'orchestra con Carlo Maria Giulini. Direttore d'orchestra per l'Orchestra del Teatro Bolšoj a Mosca, ha composto molto e in particolare musiche per film e documentari; della discografia ricordiamo: La storia del soldato (I. Stravinskj), con  Giancarlo Giannini, "Le più Belle Colonne Sonore di Nino Rota", "Nino Rota al Bolshoj", "Il Canto d'Israele" (musica klezmer), "Ebraica", la colonna sonora di "Nosferatu" (Murnau). Lavora con la Lindsey Kemp Company, e ha insegnato flauto e composizione per musica da film al Conservatorio di Parma.
Amico del regista Paolo Benvenuti, ha interpretato Giacomo Puccini nel film Puccini e la fanciulla (2008).